# Trò chơi khăm

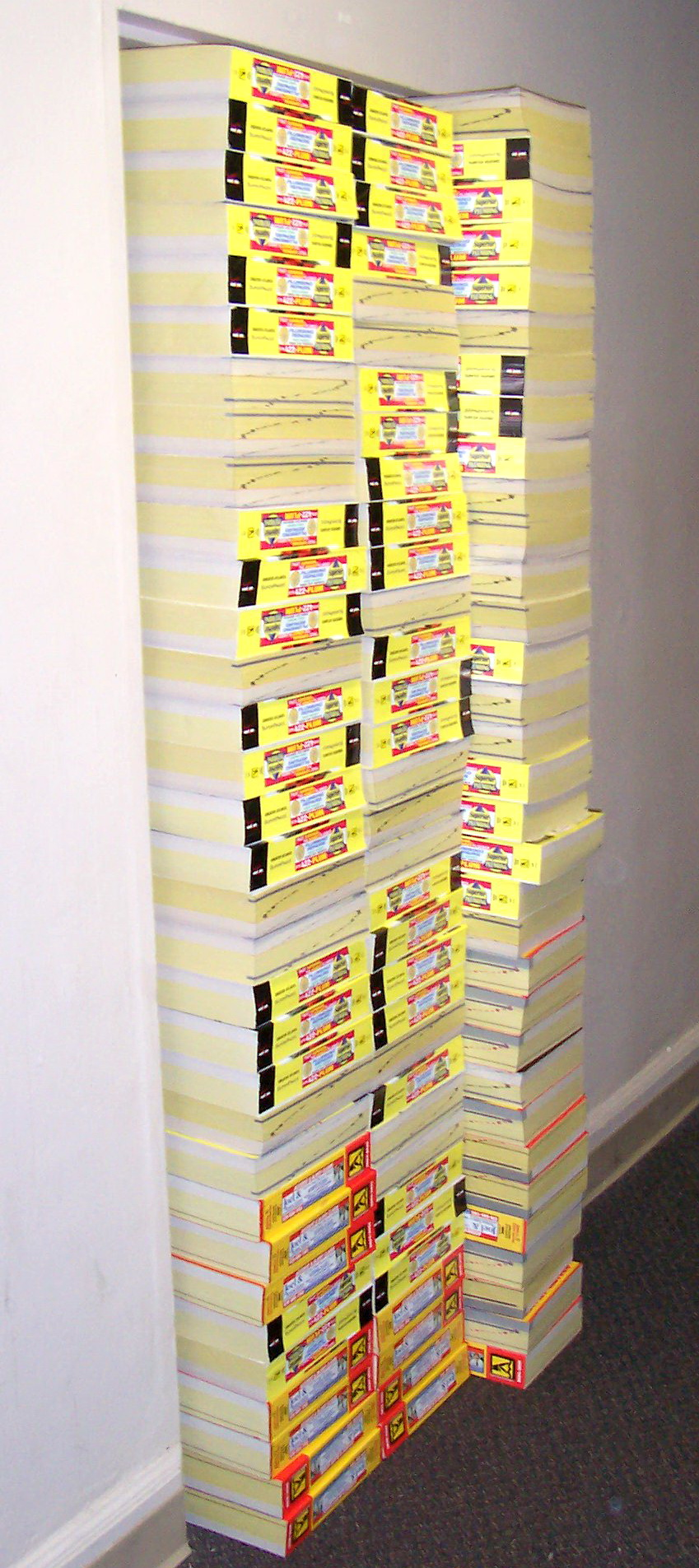
Một trò chơi khăm được thực hiện bằng cách bịt kín lối ra vào của một người bằng các cuốn danh bạ.

Một trò chơi khăm, hay prank, là trò đùa được thực hiện bằng hành động hay thủ thuật tinh quái nhắm vào một cá nhân cụ thể nào đó, thường sẽ khiến cho nạn nhân cảm thấy xấu hổ, bối rối, tức giận hoặc khó chịu. Người thực hiện trò chơi khăm sẽ được gọi là "người chơi khăm". Một số thuật ngữ khác dành cho trò chơi khăm bao gồm gag, rip, jape hoặc shenanigan. Trò chơi khăm khác với trò lừa bịp hay trò lừa bịp uy tín ở chỗ nạn nhân sẽ phát hiện ra hoặc ở thế bị động của trò đùa, thay vì phải lấy niềm tin hay giao tiền hoặc các vật có giá trị khác vào. Những trò chơi khăm được tạo ra nhằm mục đích làm cho nạn nhân cảm thấy ngu ngốc, nhưng không phải là bị sỉ nhục hay bắt nạt. Vì vậy, hầu hết các trò chơi khăm sẽ được thực hiện để tạo ra tiếng cười. Tuy nhiên, những trò chơi khăm vượt quá giới hạn (hay còn gọi là tàn nhẫn) sẽ có thể cấu thành hành vi bắt nạt, có ý định quấy rối hoặc sự tự hạ nhục bản thân để củng cố các mối quan hệ xã hội. Tại một số quốc gia theo văn hóa phương Tây, một ngày lễ truyền thống "ngày Cá tháng Tư" đã được tạo ra để mọi người có thể thực hiện các trò chơi khăm đối với ngươi khác.